# Hyla arborea
Hyla arborea là một loài ếch trong họ Nhái bén. Loài này sinh sống ở châu Âu. Có năm phân loài. H. arborea là những thành viên duy nhất của họ Nhái bén phổ biến rộng rãi, bản địa châu Âu đại lục. H. arborea được tìm thấy ở châu Âu (trừ Anh, Ireland, Bồ Đào Nha và Tây Ban Nha), phía tây bắc châu Phi, và ôn đới châu Á, Nhật Bản. Nó là loài bản địa các nước sau:
Albania; Armenia, Áo, Azerbaijan, Belarus, Bỉ, Bosnia và Herzegovina; Bulgaria; Croatia, Cộng hòa Séc, Đan Mạch, Pháp, Georgia, Đức, Hy Lạp, Hungary; Israel (tìm thấy ở thung lũng Ayalon); Italia; Liechtenstein, Lithuania Luxumbuourg, Makedonia, Cộng hòa Nam Tư cũ, Moldova, Montenegro, Hà Lan, Ba Lan, Romania, Liên bang Nga, Serbia, Slovakia, Slovenia, Thụy Điển, Thụy Sĩ, Thổ Nhĩ Kỳ, Ukraina.
Nó cũng đã được nhập nội vào Vương quốc Anh, và nó đã được nhập nội là vào Latvia.
H. arborea có thể được tìm thấy trong vùng đầm lầy, đồng cỏ ẩm ướt, lau sậy, công viên, vườn hoa, vườn nho, vườn cây ăn trái, ven bờ sông, bờ ao hồ, hoặc rừng ẩm ướt hoặc khô. Chúng có xu hướng tránh tối hoặc rừng dày, và chúng có thể chịu đựng được một số giai đoạn khô, do đó, đôi khi chúng được tìm thấy trong môi trường sống khô ráo.